# UFC 72
UFC 72: Victory è stato un evento di arti marziali miste tenuto dalla Ultimate Fighting Championship il 16 giugno 2007 all'Odyssey Arena di Belfast, Regno Unito.

## Retroscena
Si tratta del terzo evento UFC tenutosi in Europa ed il primo di questi non ospitato in Inghilterra.
Rich Franklin avrebbe dovuto affrontare Martin Kampmann, ma quest'ultimo s'infortunò e venne sostituito con Yushin Okami.
La prevista sfida tra Jake O'Brien e Tom Murphy saltò a causa di un acciacco capitato al primo.

## Risultati

### Card preliminare
- Incontro categoria Pesi Welter:  Marcus Davis contro  Jason Tan

Davis sconfisse Tan per KO (pugno) a 1:15 del primo round.
- Incontro categoria Pesi Welter:  Dustin Hazelett contro  Steven Lynch

Hazelett sconfisse Lynch per sottomissione (strangolamento anaconda) a 2:50 del primo round.
- Incontro categoria Pesi Massimi:  Eddie Sanchez contro  Colin Robinson

Sanchez sconfisse Robinson per KO Tecnico (colpi) a 0:32 del secondo round.

### Card principale
- Incontro categoria Pesi Medi:  Ed Herman contro  Scott Smith

Herman sconfisse Smith per sottomissione (strangolamento da dietro) a 2:25 del secondo round.
- Incontro categoria Pesi Leggeri:  Tyson Griffin contro  Clay Guida

Griffin sconfisse Guida per decisione divisa (29–28, 28–29, 29–28).
- Incontro categoria Pesi Medi:  Jason MacDonald contro  Rory Singer

MacDonald sconfisse Singer per KO Tecnico (pugni e gomitate) a 3:18 del secondo round.
- Incontro categoria Pesi Mediomassimi:  Forrest Griffin contro  Hector Ramirez

Griffin sconfisse Ramirez per decisione unanime (30–27, 30–27, 30–27).
- Incontro categoria Pesi Medi:  Rich Franklin contro  Yushin Okami

Franklin sconfisse Okami per decisione unanime (29–28, 29–28, 29–28).

## Premi
Ai vincitori sono stati assegnati 40.000$ per i seguenti premi:
- Fight of the Night:  Tyson Griffin contro  Clay Guida
- Knockout of the Night:  Marcus Davis
- Submission of the Night:  Ed Herman